# Dawid Plizga
Dawid Plizga (ur. 17 listopada 1985 w Rudzie Śląskiej) – polski piłkarz grający na pozycji pomocnika, trener, reprezentant Polski.

## Kariera piłkarska
Dawid Plizga rozpoczynał swoją karierę w Stadionie Śląskim Chorzów. Przed rundą wiosenną sezonu 2003/04 przeszedł do GKS Katowice. W jego barwach, 3 maja 2004 zadebiutował w ekstraklasie w spotkaniu z Górnikiem Polkowice. Dwa tygodnie później zdobył pierwszego gola w zremisowanym 1:1 spotkaniu z Górnikiem Zabrze. W sezonie 2004/05 Plizga był podstawowym zawodnikiem swojego zespołu, który zajął w tabeli ostatnie miejsce i spadł do drugiej ligi, a ze względów prawnych i finansowych rozpoczął grę na czwartym poziomie rozgrywkowym.
Latem 2005, w wyniku spadku Katowic do czwartej ligi, Plizga odszedł do Zagłębia Lubin, które w sezonie 2006/07 zdobyło tytuł mistrza Polski, jednak on nie zagrał w żadnym ligowym meczu. W kolejnych rozgrywkach wystąpił w czternastu spotkaniach, Zagłębie zaś zostało zdegradowane na drugi poziom za udział w aferze korupcyjnej. W sezonie 2008/09, po roku banicji, lubiński klub powrócił do Ekstraklasy. Po sezonie 2010/11 podpisał kontrakt z Jagiellonią Białystok. W klubie ze stolicy Podlasia Plizga rozegrał 68 spotkań ligowych, w których strzelił 15 bramek. Po zakończonym sezonie 2013/14 Plizga nie otrzymał z Jagiellonii sygnału o chęci parafowania nowego kontraktu.

## Statystyki
Stan na 6 sierpnia 2019:
| Klub                   | Sezon              | Liga               | Liga  | Liga   | Puchar Polski | Puchar Polski | Europa | Europa | Puchar Ekstraklasy | Puchar Ekstraklasy | Łącznie | Łącznie |
| Klub                   | Sezon              | Liga               | Mecze | Bramki | Mecze         | Bramki        | Mecze  | Bramki | Mecze              | Bramki             | Mecze   | Bramki  |
| ---------------------- | ------------------ | ------------------ | ----- | ------ | ------------- | ------------- | ------ | ------ | ------------------ | ------------------ | ------- | ------- |
| GKS Katowice           | 2003/2004 (w)      | Ekstraklasa        | 6     | 2      | 0             | 0             | –      | –      | –                  | –                  | 6       | 2       |
| GKS Katowice           | 2004/2005          | Ekstraklasa        | 26    | 3      | 4             | 0             | –      | –      | –                  | –                  | 30      | 3       |
| Zagłębie Lubin         | 2005/2006          | Ekstraklasa        | 25    | 6      | 7             | 2             | –      | –      | –                  | –                  | 32      | 8       |
| Zagłębie Lubin         | 2006/2007          | Ekstraklasa        | 0     | 0      | 0             | 0             | –      | –      | 1                  | 0                  | 1       | 0       |
| Zagłębie Lubin         | 2007/2008          | Ekstraklasa        | 14    | 3      | 5             | 2             | –      | –      | 5                  | 1                  | 24      | 6       |
| Zagłębie Lubin         | 2008/2009          | I liga             | 19    | 1      | 2             | 0             | –      | –      | –                  | –                  | 21      | 1       |
| Zagłębie Lubin         | 2009/2010          | Ekstraklasa        | 20    | 0      | 1             | 0             | –      | –      | –                  | –                  | 21      | 0       |
| Zagłębie Lubin         | 2010/2011          | Ekstraklasa        | 23    | 4      | 1             | 0             | –      | –      | –                  | –                  | 24      | 4       |
| Jagiellonia Białystok  | 2011/2012          | Ekstraklasa        | 11    | 2      | 1             | 0             | 2      | 0      | –                  | –                  | 14      | 2       |
| Jagiellonia Białystok  | 2012/2013          | Ekstraklasa        | 29    | 5      | 3             | 0             | –      | –      | –                  | –                  | 32      | 5       |
| Jagiellonia Białystok  | 2013/2014          | Ekstraklasa        | 28    | 8      | 6             | 0             | –      | –      | –                  | –                  | 34      | 8       |
| Górnik Zabrze          | 2014/2015 (j)      | Ekstraklasa        | 8     | 0      | 2             | 1             | –      | –      | –                  | –                  | 10      | 1       |
| Termalica (wyp.)       | 2014/2015 (w)      | I liga             | 15    | 5      | 0             | 0             | –      | –      | –                  | –                  | 15      | 5       |
| Termalica (wyp.)       | 2015/2016          | Ekstraklasa        | 33    | 4      | 0             | 0             | –      | –      | –                  | –                  | 33      | 4       |
| Górnik Zabrze          | 2016/2017          | I liga             | 19    | 2      | 2             | 0             | –      | –      | –                  | –                  | 21      | 2       |
| GKS Katowice           | 2017/2018          | I liga             | 12    | 2      | 1             | 0             | –      | –      | –                  | –                  | 13      | 2       |
| LKS Goczałkowice-Zdrój | 2018/2019          | IV liga            | 24    | 2      | 1             | 0             | –      | –      | –                  | –                  | 25      | 2       |
| ROW 1964 Rybnik        | 2019/2020          | III liga           | 1     | 0      | 1             | 1             | –      | –      | –                  | –                  | 2       | 1       |
| Ogólnie w karierze     | Ogólnie w karierze | Ogólnie w karierze | 313   | 49     | 37            | 6             | 2      | 0      | 6                  | 1                  | 358     | 56      |

## Kariera reprezentacyjna
10 grudnia 2010 zadebiutował w reprezentacji Polski podczas meczu towarzyskiego z reprezentacją Bośni i Hercegowiny. 6 lutego 2011 r. zdobył bramkę w towarzyskim meczu z Mołdawią.
| Mecze i gole w reprezentacji | Mecze i gole w reprezentacji | Mecze i gole w reprezentacji | Mecze i gole w reprezentacji | Mecze i gole w reprezentacji | Mecze i gole w reprezentacji | Mecze i gole w reprezentacji |
| #                            | Data                         | Miasto                       | Przeciwnik                   | Gol                          | Wynik                        | Rozgrywki                    |
| ---------------------------- | ---------------------------- | ---------------------------- | ---------------------------- | ---------------------------- | ---------------------------- | ---------------------------- |
| 1.                           | 10.12.2010                   | Kundu                        | Bośnia i Hercegowina         |                              | 2:2                          | towarzyski                   |
| 2.                           | 06.02.2011                   | Vila Real de Santo António   | Mołdawia                     | Gol                          | 1:0                          | towarzyski                   |
| 3.                           | 20.01.2014                   | Abu Zabi                     | Mołdawia                     |                              | 1:0                          | towarzyski                   |